# دای شیائوکسیانگ
دای شیائوکسیانگ (انگلیسی: Dai Xiaoxiang؛ زاده ۱۵ دسامبر ۱۹۹۰) کماندار اهل چین است.
وی در مسابقات کشوری و بین‌المللی در مجموع برندهٔ ۱ مدال نقره، ۱ مدال برنز شده‌است.